# 田沢竜次
田沢 竜次（たざわ りゅうじ、1953年 - ）は、通俗文化に関するライター。編集者の里見真三とともにB級グルメという言葉を考案し、定着させた人物である。　

## 略歴
東京生まれ。1983年　編集プロダクション勤務などを経て、フリーのライターとなる。
1985年　主婦と生活社の月刊誌『angle』連載を基に『東京グルメ通信・B級グルメの逆襲』（主婦と生活社）を書き下ろす。
1986年『スーパーガイド 東京B級グルメ』をはじめとする、文春文庫の「B級グルメ」シリーズに執筆して、「B級グルメ」の概念を全国に普及させる。

## 著書
- 主婦と生活社『東京グルメ通信』1985年
- 平凡社『東京名画座グラフィティ』2006年
- ちくま文庫『B級グルメ大当りガイド』2007年
- 朝日新聞出版『 おやじのおやつ 』2008年
- ちくま文庫『格安！Ｂ級快適生活術　─都市の裏ワザ本 』2010年　岩本太郎, 西村仁美 共著